# Stadsbrand van Bredevoort (1597)
De stadsbrand van 1597 behoort tot de grootste branden die in Bredevoort plaatsgevonden hebben.
Deze stadsbrand op 13 oktober 1597 legde vrijwel de gehele stad in de as; slechts twintig huizen bleven gespaard

## Geschiedenis
Een soldaat van de staatsen die na het beleg van Bredevoort 's nachts naar buit zocht, had bij gebrek aan verlichting een bosje stro aangestoken. Door zijn onvoorzichtigheid vatte het overige hooi op de hooizolder vlam. De brand sloeg over naar andere huizen waarbij vrijwel de hele stad (op twintig huizen na) afbrandde.
Hoewel bezetter Maurits van Oranje zeer ontstemd was over het voorval, dacht hij ook dat het een afschrikwekkend voorbeeld voor andere steden zou zijn.